# Das Traumhotel – Seychellen
Seychellen ist der Titel eines deutsch-österreichischen Liebesfilms aus dem Jahr 2006. Der Fernsehfilm ist der fünfte Teil der Filmreihe Das Traumhotel.

## Handlung
Hotelmanager Markus Winter reist in das Traumhotel Sainte Anne auf den Seychellen, wo seine Tochter Leonie ein Praktikum absolviert. Er möchte einmal nur ausspannen und an einem Buch schreiben. Allerdings kann er seinen Vorsatz zunächst nicht ausführen, denn Tochter Leonie kommt ohne seine tatkräftige Hilfe nicht aus.
Leonies Freundin, Zimmermädchen und Hobby-Modedesignerin Florentine, hat sich in den im Hotel wohnenden Star-Designer Wayne Carstens verliebt. Auch Wayne ist Florentine sehr zugetan, bis ihm einige ihrer Designs zugespielt werden, die zwar durchaus seinen Gefallen finden, aber er vermutet nun, Florentine wolle ihn ausnutzen und zieht sich enttäuscht zurück. Durch die geschickte und einfühlsame Vermittlung von Markus findet das Paar aber wieder zueinander.
Bankerin Helena Kaufmann hat von ihrem verschollenen Vater ein Grundstück auf den Seychellen geerbt. Sie wendet sich an Markus Winter, denn sie vermutet, dass es das Grundstück ist, auf dem das Hotel Sainte Anne steht. Markus kann den Irrtum schnell aufklären und sucht mit Helena das Stück Land auf, das sie tatsächlich geerbt hat. Auf diesem hat Helenas Vater Robert – bevor er vor Jahren verschwand – ein Waisenhaus für Kinder eingerichtet. Mit Mühe gelingt es Markus, Helena zu einer Suche nach dem Vater zu überreden, den Helena seit ihrer Kindheit nicht gesehen und der sich scheinbar nie um sie gekümmert hat. Schließlich wird Robert Kaufmann auf einer einsamen Insel ausfindig gemacht und schließt die Tochter, die er über Jahre vergeblich gesucht hatte, überglücklich in die Arme.
Horst und Nora Körner wollen ein paar unbeschwerte Erholungstage im Traumhotel verbringen. Besonders Nora freut sich darauf, denn Horst hat sie in den vergangenen Jahren geschäftsbedingt ziemlich vernachlässigt. Der Urlaub droht aber zu einem Desaster zu werden, denn eines Tages taucht Oliver Possard auf, mit dem Nora bis vor kurzem eine Beziehung hatte. Sie muss Horst ihren Fehltritt gestehen und löst eine schwere Ehekrise aus. Markus vermittelt erfolgreich.
Als Markus endlich seinen wohlverdienten Strandurlaub beginnen möchte, wird er von Tante Dorothea von Siethoff dringend nach Indien abberufen.

## Produktion
Das Traumhotel – Seychellen wurde 2005 auf den Seychellen-Inseln Mahé und La Digue  gedreht. Die Kostüme schuf Christoph Birkner, das Szenenbild stammt von Walter Dreier. Der Film wurde am 17. Januar 2006 im Ersten zum ersten Mal ausgestrahlt.

## Kritik
Tittelbach.tv kommentierte 2017 Seychellen wie folgt: „[…] Und wenn man ignoriert, dass Christian Kohlund als Hotelmanager kaum mehr zu tun hat, als das wandelnde Bindeglied zwischen den Handlungssträngen zu spielen, ist der Film durchaus ansehbar. […]“